# Anton Heinrich Walbaum
Anton Heinrich Walbaum (* 30. August (a. St.) 1696 in Stadthagen; † 27. Mai 1753 in Wernigerode) war ein deutscher Pietist und Hofrat des Herzogs von Sachsen-Saalfeld.

## Leben
Walbaum besuchte von Ostern 1714 bis Ostern 1716 das Pädagogium in Halle (Saale), wo er mit dem Grafen Nikolaus Ludwig von Zinzendorf, Friedrich von Wattenwyl, Freiherr Georg Wilhelm von Söhlenthal u. a. sehr eng befreundet war. Er studierte Rechtswissenschaften zunächst an der Universität Jena, dann von 1717 bis 1720 an der Universität Halle. Dabei kam er in Jena mit Johann Franz Buddeus und in Halle mit August Hermann Francke in Berührung. Nach dem Studienabschluss wurde er Lehrer eines Sohnes des Generalsuperintendenten Levin Coldewey in Aurich, danach Hofmeister des älteren Sohnes des Generals und späteren Hofmarschalls von Natzmer.
1728 wurde Walbaum Sekretär des Erbprinzen und seit 1730 regierenden Herzogs Christian Ernst von Sachsen-Saalfeld, der ihn zu seinem Hofrat beförderte. Nach dem Tod des Herzogs 1745 folgte er dem Ruf des Grafen Christian Ernst zu Stolberg-Wernigerode in dessen Residenzstadt Wernigerode im Harz, wo er von Mai 1746 bis zu seinem Tode als Gast auf dem Schloss Wernigerode lebte.
Durch den Kontakt zu Professor Johann Liborius Zimmermann, den er auf einer Reise bei der Geheimrätin von Schwartzenfels in Uhlstädt an der Saale in Sachsen-Altenburg kennenlernte und sich mit ihm anfreundete, schloss er sich den Ideen des Pietismus an.

## Werk
Walbaum gilt als einer der Hauptvertreter des Wernigeröder Pietismus. Der größte Teil seines schriftlichen Nachlasses wird heute im Landesarchiv Sachsen-Anhalt in Wernigerode verwaltet.